# Crossed (The Walking Dead)
«Cruzado» —título original en inglés: «Crossed»— es el séptimo episodio de la quinta temporada de la serie de televisión The Walking Dead. Fue estrenado el día 23 de noviembre de 2014. Fue dirigido por Billy Gierhart y en el guion estuvo a cargo de Seith Hoffman. Fue estrenado el 24 de noviembre de 2014 por la cadena Fox en España e Hispanoamérica. En el episodio, Michonne y Carl Grimes se quedan en la iglesia atrincherados con el Padre Gabriel Stokes cuando Rick Grimes y los demás van a una misión de rescate a Beth Greene y a Carol Peletier en Atlanta. Este episodio recibió críticas generalmente positivas, aunque la mayoría notó la configuración para el final de mitad de temporada. Este es el primer episodio que cuenta con todos los habituales de la serie acreditada para la quinta temporada.
El título del episodio se refiere a Rosita Espinosa explicando cómo conoció a Abraham Ford y Eugene Porter, cruzando caminos en Dallas. También se refiere a Sasha siendo traicionada por el sargento. Bob Lamson. Crossed es también el título de una serie de cómics ambientada en un mundo posapocalíptico de infectados sádicos.

## Argumento
Daryl Dixon (Norman Reedus) vuelve a la iglesia con Noah (Tyler James Williams), informando al grupo del paradero de Beth Greene y Carol Peletier. Después de un debate, Rick Grimes (Andrew Lincoln), Daryl, Noah, Tyreese (Chad L. Coleman) y Sasha (Sonequa Martin-Green) el grupo se dirige a Atlanta. Fortifican la iglesia cortando los bancos y el órgano de la iglesia para abordar las puertas y ventanas y construir defensas exteriores para proteger a Michonne (Danai Gurira), Carl Grimes ( Chandler Riggs), el Padre Gabriel (Seth Gilliam), y la bebe Judith. Carl le da a Gabriel un machete y trata de enseñarle cómo defenderse, pero no está dispuesto a aprender. Preocupado por la profanación de su iglesia y la masacre de los supervivientes de Terminus, Gabriel se recluye en su despacho, levanta las tablas del suelo y se escabulle bajo las tablas del suelo, donde inmediatamente pisa un clavo. Gabriel es atacado por un caminante en el bosque que se estanca en una rama rota, pero no puede matarlo después de notar que lleva una cruz en una cadena.
Mientras tanto, Eugene Porter (Josh McDermitt) todavía está inconsciente y el Sgto. Abraham Ford (Michael Cudlitz) ha dejado de hablar. Glenn Rhee (Steven Yeun), Maggie Greene (Lauren Cohan), Tara Chambler (Alanna Masterson), y Rosita Espinosa (Christian Serratos) debaten si deben regresar a la iglesia o no. Glenn, Tara y Rosita se van para buscar agua, mientras que Maggie se queda atrás para vigilar a Eugene y Abraham. Eventualmente, Abraham se siente agoviado, pero al final afirma que todavía quiere vivir. Glenn, Tara y Rosita regresan con agua y pescado mientras Eugene recupera la conciencia.
En el hospital, la Teniente Dawn Lerner (Christine Woods) está en una acalorada discusión con el Oficial O'Donnell (Ricky Wayne) por su incapacidad de encontrar a Noah. Beth (Emily Kinney) escucha mientras el sujeto se dirige a Carol (Melissa McBride). O'Donnell siente que ella es una causa perdida, y mantenerla viva es una pérdida de recursos. Beth interviene, y una Dawn enojada le ordena a O'Donnell que se lleve a Carol del soporte vital. Cuando O'Donnell se va, Dawn castiga a Beth por entrometerse en la conversación, pero le da la llave del armario de medicinas para que pueda salvar a Carol. Dawn admite que respeta a Beth, ya que muestra una fortaleza que Dawn no creía que poseyera. Más tarde, Beth se enfrenta al Dr. Edwards (Erik Jensen) y lo convence de que diga qué medicamento usar para salvar a Carol. Beth recupera algo de epinefrina del casillero y se lo administra a Carol.
Mientras tanto, el grupo de Rick llega a Atlanta, y Rick establece un plan para infiltrarse en el hospital, acabar con los oficiales de Lerner y matar a Lerner y obligar a todo el lugar a retirarse. Tyreese siente que esto es demasiado arriesgado y propone que capturen policías y hagan un intercambio de prisioneros; Daryl está de acuerdo con Tyreese, y Rick se encuentra fuera de votación. Noah actúa como cebo y atraen a dos oficiales, sargento. Bob Lamson (Maximiliano Hernández) y la oficial Amanda Shepherd (Teri Wyble), a una emboscada, capturándolos rápidamente. Uno de los oficiales, el sargento Lamson, se da cuenta de que Rick era policía antes del brote. Los dos oficiales escapan brevemente cuando un tercer oficial, el oficial Licari (Christopher Matthew Cook), llega como respaldo, pero después de lidiar con Licari logran someterlo, Rick intenta matarlo, pero Daryl lo convence diciéndole que tres rehenes es más efectivo y los tres finalmente son recapturados.
Ahora bajo la custodia de Rick, los oficiales insisten en que Dawn no va a cambiar por ellos, ya que de todos modos no los quiere, pero si los liberan juran derrocar a Lerner e instalar a Lamson en su lugar. Lamson, sin embargo, le aconseja a Rick que Lerner comenzará desde una posición sin negociación, pero se comprometerá como siempre lo hace y, finalmente, hará el cambio. Mientras tanto, Sasha todavía está afectada por la muerte de Bob, y su interés se despierta cuando descubre que el primer nombre de Lamson es también Bob. Cuando Rick, Tyreese y Daryl se van para entrar en contacto con Dawn, Sasha se queda sola con los prisioneros y Lamson le cuenta una historia desgarradora de cómo su compañero, que murió en los bombardeos, regresó como caminante, pero él nunca tuvo la oportunidad de sacarlo de su miseria. Sasha se ofrece para ayudar a Lamson a dejar a su pareja en reposo (y obtener su propio cierre) y Lamson la guía a un lugar desde el cual puede disparar. Sin embargo, cuando apunta, Lamson ataca a Sasha y la golpea, luego huye.

## Producción
El episodio se centra en el rescate a Beth (Emily Kinney) y Carol (Melissa McBride) teniendo en cuenta que también se centra en lo que ocurrió después de que Glenn (Steven Yeun), Maggie (Lauren Cohan), Rosita (Christian Serratos), Abraham (Michael Cudlitz) y Tara (Alanna Masterson) descubrieran la mentira de Eugene (Josh McDermitt). Este es el primer episodio en el que todo el elenco principal y recurrente aparece, a pesar de que Carol y Eugene aparecen pero no tienen ninguna participación durante el episodio.
Los caminantes derretidos en las calles de Atlanta eran una combinación de muñecos y actores medio enterrados. El elenco no sabía que algunos de ellos eran reales hasta que comenzaron a moverse. La cabeza del caminante que Daryl había arrancado estaba arreglada para que la columna se moviera después. Había controles con los dedos para la columna dentro de las cuencas de los ojos.[cita requerida]

## Recepción
Tras la transmisión, el episodio fue visto por 13.33 millones de televidentes estadounidenses con una calificación de entre 18 y 49 de 7.0, una disminución en la audiencia de la semana anterior que tuvo 14.07 millones de espectadores y una calificación de entre 18 y 49 de 7.3.
En Australia, recibió 0.101 millones de televidentes, por lo que es la transmisión por cable mejor calificada ese día.
El episodio recibió críticas generalmente positivas. Matt Fowler de IGN lo calificó con 8.2 de 10 diciendo que el episodio "tuvo algunos momentos interesantes". Tim Surette of TV.com, in a mixed review, wrote, "The penultimate episode of Season 5A, "Crossed" wasn't a bad episode, but it immediately jumps to the front of the line for the title of worst—no, wait, that sounds bad, so let's say "least good"—episode of Season 5 so far." However, the reviewer also stated that "the episode did appropriately set things up for The Walking Dead's winter finale." Zack Handlen, writing for The A.V. Club, gave the episode a "B+", stating that "in short, The Walking Dead has gotten better at balancing hope against despair."
En una revisión mixta, Sean McKenna de  TV Fanatic  escribió que "[el episodio] fue necesario para hacer que todo lo que viene en la Temporada 5 de The Walking Dead vuelva a su nuevo enfoque central, su nueva dirección central", mientras afirmando que "este episodio no me cautivó, pero no fue abismal". Jeff Stone de Indiewire le dio al episodio una "B-". Alex Straker, escribiendo para  The Independent , escribió que "'Crossed' es un episodio que resalta los puntos fuertes y los defectos de la quinta temporada de la serie".